# Torneo Argentino A
Il Torneo Argentino A era una delle due divisioni regionali che componevano la terza serie del calcio argentino, insieme con la Primera B Metropolitana. Le squadre dell'Argentino A erano affiliate indirettamente alla federazione calcistica dell'Argentina e provenivano dalle città esterne all'area della Grande Buenos Aires e della città di Rosario, le cui squadre partecipavano all'altra divisione regionale di terza serie, la Primera B Metropolitana.

## Storia
La competizione fu istituita nel 1995, quando il Torneo del Interior, in vigore dal 1986, fu cessato in virtù di una riforma del campionato che diede vita al Torneo Argentino, suddiviso ulteriormente in serie. Il Torneo Argentino A occupò così il terzo livello del campionato argentino, in contrapposizione alla Primera B Metropolitana che invece ospitava le squadre provenienti dalla zona di Buenos Aires.
Nel 2014, dopo una riforma della piramide calcistica argentina, il campionato è stato cessato e sostituito dal Torneo Federal A.

## Formula
Nella stagione conclusiva, quella 2013-14, le squadre erano divise in due gironi (Nord e Sud), con le prime quattro di ogni girone e la miglior quinta che si qualificavano per il Nonagonal, mentre tutte le altre passavano per la fase di Revalida. Le 9 squadre del Nonagonal giocavano un girone al termine del quale la prima era campione dell'Argentino A e otteneva la promozione in Primera B Nacional.
La Revalida era costituita da una prima fase con tre gironi nei quali erano divise le 15 squadre che non avevano ottenuto la qualificazione al Nonagonal. Le prime due dei gironi si univano alle ultime 6 squadre del Nonagonal in un turno ad eliminazione diretta: le vincenti di quest'ultimo e le squadre seconda e terza del Nonagonal giocavano poi quattro turni ad eliminazione diretta per decretare le altre promozioni.
L'ultima classficata della classifica aggregata della prima fase e l'ultima della classifica aggregata di Revalida erano retrocesse nel Torneo Argentino B.

## Albo d'oro
| Stagione | Campione                                | Altre Promozioni                                                   |
| -------- | --------------------------------------- | ------------------------------------------------------------------ |
| 1995/96  | Juv. Antoniana                          | Aldosivi Chaco For Ever Cipolletti Gimnasia y Esgrima (CdU) Olimpo |
| 1996/97  | Almirante Brown San Martín (M)          | -                                                                  |
| 1997/98  | Gimnasia y Esgrima (CdU) Juv. Antoniana | -                                                                  |
| 1998/99  | Independiente Rivadavia Racing (C)      | Villa Mitre                                                        |
| 1999/00  | General Paz Juniors                     | -                                                                  |
| 2000/01  | Huracán (TA)                            | -                                                                  |
| 2001/02  | CAI                                     | -                                                                  |
| 2002/03  | Tiro Federal                            | -                                                                  |
| 2003/04  | Racing (C)                              | -                                                                  |
| 2004/05  | Ben Hur                                 | Aldosivi                                                           |
| 2005/06  | Villa Mitre                             | San Martín (T)                                                     |
| 2006/07  | Independiente Rivadavia                 | -                                                                  |
| 2007/08  | Atl. Tucumán                            | -                                                                  |
| 2008/09  | Boca Unidos                             | -                                                                  |
| 2009/10  | Patronato                               | -                                                                  |
| 2010/11  | Guillermo Brown                         | Desamparados                                                       |
| 2011/12  | Douglas Haig                            | Crucero (M)                                                        |
| 2012/13  | Talleres (C)                            | Sp. Belgrano (SF)                                                  |
| 2013/14  | Santamarina                             | Guaraní A.F.                                                       |